# 圣丽塔-杜特里韦拉图
圣丽塔-杜特里韦拉图是巴西马托格罗索州的一个市镇。总面积3345.196平方公里，总人口2504人，人口密度0.7人/平方公里。